# 6 Ore di Portimão
La 6 Ore di Portimão è una gara di durata per vetture Sport Prototipo e Gran Turismo (automobile) che si tiene presso il Circuito Internazionale dell'Algarve in Portogallo.

## Storia
Il Circuito Internazionale dell'Algarve è stato costruito nel 2008 e ha già ospitato le gare della European Le Mans Series con la 4 Ore di Portimão. Nel gennaio 2021, è stato annunciato che la pista avrebbe ospitato il round di apertura del FIA World Endurance Championship 2021, in sostituzione del round annullato a Sebring. Il 26 febbraio 2021 è stato confermato che la gara si sarebbe svolta a porte chiuse. La gara era inizialmente programmata per il 2-4 aprile 2021, ma è stata successivamente riprogrammata come seconda gara della stagione, tenutasi dal 12 al 13 giugno 2021.
Il 29 settembre 2022, il calendario del FIA World Endurance Championship 2023 è stato annunciato sul loro sito Web e sul canale YouTube. Il calendario ha confermato il ritorno del campionato al Circuito Internazionale dell'Algarve, questa volta in un formato da 6 ore invece che da 8 ore.

## Vincitori
| Anno          | Piloti                                          | Team                | Auto                | Pneumatico    | Tempo         | Giri          | Distanza                            | Campionato                       | Resoconto     | Rif           |
| Formato 8 ore | Formato 8 ore                                   | Formato 8 ore       | Formato 8 ore       | Formato 8 ore | Formato 8 ore | Formato 8 ore | Formato 8 ore                       | Formato 8 ore                    | Formato 8 ore | Formato 8 ore |
| ------------- | ----------------------------------------------- | ------------------- | ------------------- | ------------- | ------------- | ------------- | ----------------------------------- | -------------------------------- | ------------- | ------------- |
| 2021          | Sebastian Buemi Kazuki Nakajima Brendon Hartley | Toyota Gazoo Racing | Toyota GR010 Hybrid | M             | 8:00:15.414   | 300           | 867,30 miglia (1395,630 chilometri) | FIA World Endurance Championship | Resoconto     | [ 5 ]         |
| Formato 6 ore |                                                 |                     |                     |               |               |               |                                     |                                  |               |               |
| 2023          | Sebastian Buemi Kazuki Nakajima Brendon Hartley | Toyota Gazoo Racing | Toyota GR010 Hybrid | M             | 6:01:26.343   | 222           | 641,69 (1032.698 chilometri)        | FIA World Endurance Championship | Resoconto     |               |